# Localización por radar semiactivo

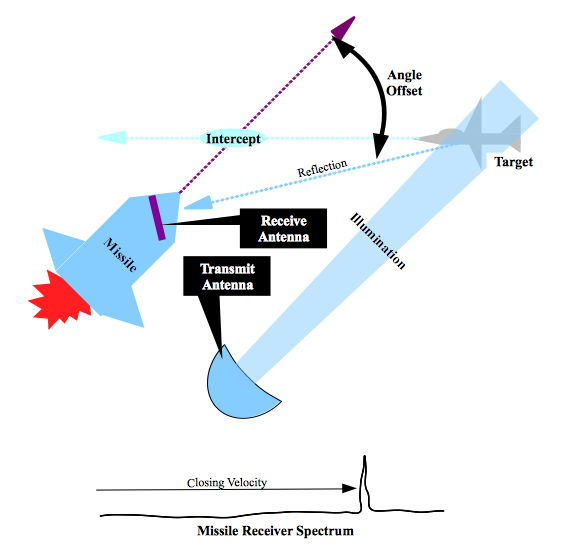
Geometría de la trayectoria de vuelo de referencia del radar semiactivo.

La localización por radar semiactivo o SARH (del inglés semi-active radar homing) es un tipo común de sistema de guía de misiles, quizás el tipo más común para sistemas de misiles aire-aire y tierra-aire de mayor alcance. El nombre se refiere al hecho de que el misil en sí es sólo un detector pasivo de una señal de radar, proporcionada por una fuente externa, ya que se refleja en el objetivo (en contraste con el radar activo de localización, que utiliza un transceptor de radar activo). Los sistemas de misiles semiactivos utilizan un radar biestático de onda continua.
El código de la OTAN para el lanzamiento de un misil guiado por radar semiactivo es "Fox One".

## Listado de misiles

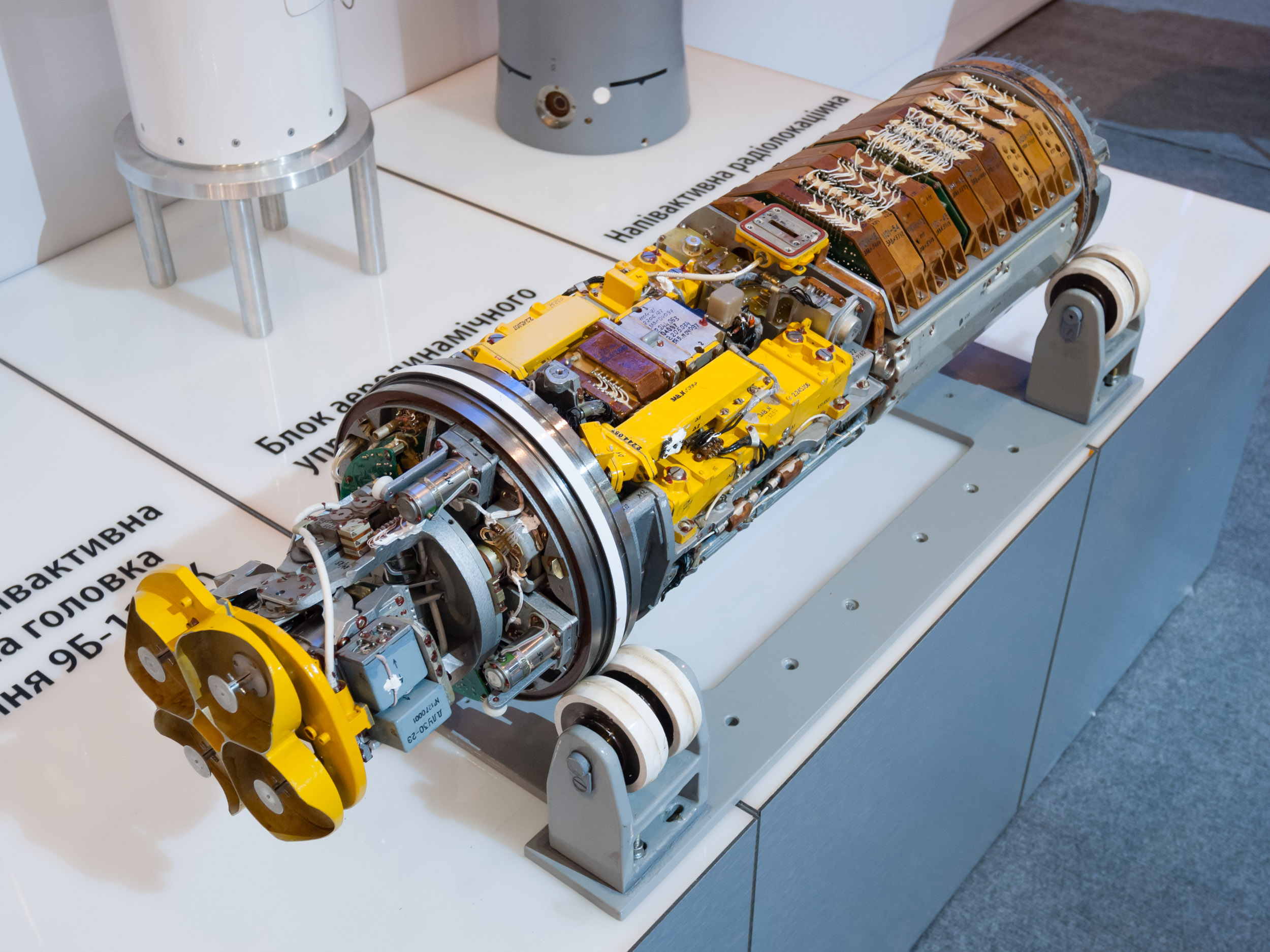
9B-1101K, cabezal guiador inercial semiactivo para misiles R-27R.

SARH es una metodología moderna de guía de misiles comúnmente utilizada en múltiples sistemas de misiles, tales como:
- AIM-4A/E/F Falcon
- AIM-7 Sparrow
- AIM-9C Sidewinder
- AIM-26 Falcon
- Aspide
- Buk
- MIM-23 Hawk
- R-23
- R-33
- R-27R
- RIM-7 Sea Sparrow
- RIM-8 Talos
- RIM-66 Standard
- RIM-162 ESSM
- RIM-174 Standard ERAM
- S-200
- S-300
- S-400
- SA-6 Gainful
- 9M123 Khrizantema (in 9M123M/VM variant)
- Skyflash